# Понтійський флот
Понтійський флот (лат. Classis Pontica) — один з невеликих провінційних флотів у складі давньоримського флоту часів Римської імперії, що діяв у I до н. е. — V ст. н. е.

## Історія
Цей флот було створено у 14 році до н. е. за наказом імператора Октавіана Августа для допомоги понтійсько-боспорському цареві Полемону I, що боровся проти Рескупоріда I за владу над Боспорським царством. Загибель римського ставленика у 8 році до н. е. призвела до припинення війни, поступово значення флоту підупала. В подальшому політика Августа наприкінці панування та оборонна стратегія його настипника Тиберія призвели до занепаду Понтійського флота.
Відродження та розбудова відбулася за панування імператора Клавдія, який спочатку приєднав до Понтійського флоту Перрінфст=ьку флотилію царства Фракія (лат. Classis Perinthia), яке ліквідував. У 46 році римська морська експедиція просунулася вздовж узбережжя Евксінського Понту до узбежжя Меотиди та річки Танаїс (річка Дон). У 57 році нова експедиція в цьому районі досягла Херсонеса Таврійського. За часів Нерона у 64 році поноваження Понтійського флоту у північному Причорномор'ї було розділено з Мезійським флотом. Саме в цей час стає повністю самостійною військовоморською одиницею.
Під час громадянської війни 68-69 років флот підтримав імператора Вітеллія. Після поразки останнього префект флоту Анікет виступив проти прихильників Веспасіана, спаливши частину, з рештою відступивши до Колхіди. Тому Веспасіан наказав відбудувати новий флот, який завдав поразки Анікету. В наступні роки флот приборкав піратів Понтійського регіону, що призвело до тривалого замирення.
Понтійський флот знову вступив в дію у середині III ст, коли відбувалася криза імперії, а кочові племена постійна стали вдиратися в її межі. У 255 році довелося відбивати напад на малоазійське узбережжя піратів-готів, 256—257 роках — готів та боранів, під час яких були пограбовані важливі міста Пітіунт, Себастополіс, Фасіс, Трапезунд, Халкедон, Апамея, Пруса, Нікомедія, Нікея, Кіос. Це змусило імператора Галлієна втрутитися в ситуацію з відбудови приморських фортець та баз флоту. У 267—268 роках під час нового вторгнення готів та герулів Понтійський флот зазнав нових поразок. У 269 році під час нового вторгнення готів про цей флот немає згадки, римлянам довелося застосувати Равеннський і Мезійський флоти. Останні флоти продовжували діяти в Понтійському регіоні у 275 році.
У 324 році брав участь у кампанії імператора Ліцинія I проти імператора Костянтина I, зокрема у вирішальній битві при Геллеспонті. В подальшому Костянтин I відродив флот, основні сили перевівши до Кизику. Тут про нього є згадка у 365 році.

## Характеристика
Головна баха розташовувалася в Трапезунді. Деякий час — від панування Каракалли до повалення Геліогабала базою був Кизик. Стоянками (лат. stationes) були: Кизик, Візантій, Синопа, Пітіунт, Себастополіс, Фасіс. Охороняв узбережжя південної (від Кизика й Візантія до Трапезунду) та східної частини Чорного моря (від кордонів Боспорського царства до Фасіса). Спочатку виконував функцію перекидання військ, спорядження та знарядь, з III ст. — протистояв вторгненням «варварів». Згідно Йосипа Флавія у 70-х роках складався з 40 кораблів та мав 3 тис. персоналу. Взаємодіяв з флотом Боспорського царства.
Розмір платні рядових змінювався від 75 денаріїв на рік (за Августа) до 225 (за Каракалли). Префект флоту отримував 100 тис. сестерціїв на рік.

## Управління
Август призначив на чолі флоту префекта (лат. praefectus classis) з числе вершників в статусі procuratores centenarii, що мав статки 100 тис. сестерціїв на рік. Підпорядковувався легату-пропретору провінції Британія. Інколи ці посади поєднувалися. Напочатку 70-х років імператор Веспасіан підвищив префекта флоту зі статусу sexagenarius до ducenarius.
Заступником і першим помічником префекта флоту був субпрефект. Далі йшли 2 препозити флоту, які під час великих компаній могли очолювати окреми з'єднання кораблів. Капітани кораблів називалися трієрархами (лат. trierarchus), командувачі «ескадрами» — навархами (лат. nauarchus), старший з яких називався першим навархом (лат. nauarchus princeps) навархом-архікерманичем (лат. nauarchus archigybernes). У III ст. було впроваджено посаду морського трибуна (лат. tribunus classis), який перебрав обов'язки першого наварха. Пізніше його назвали також трибун лібурн (лат. tribunus liburnarum).
Екіпаж складався з трієрарха, 44 веслярів (лат. remiges), 16 маніпуларіїв, 4 осіб морського персоналу, відповідального за командування кораблем (лат. classiari). Термін служби зазвичай становив 26 років, з III ст. — 28 років, іноді відомі й більш тривалі терміни служби. Після почесного звільнення (лат. honesta missio) вони отримували компенсацію грошима або шматком орної землі, здобуття римського громадянства і права одружуватися.